# نیروگاه بادی دریایی

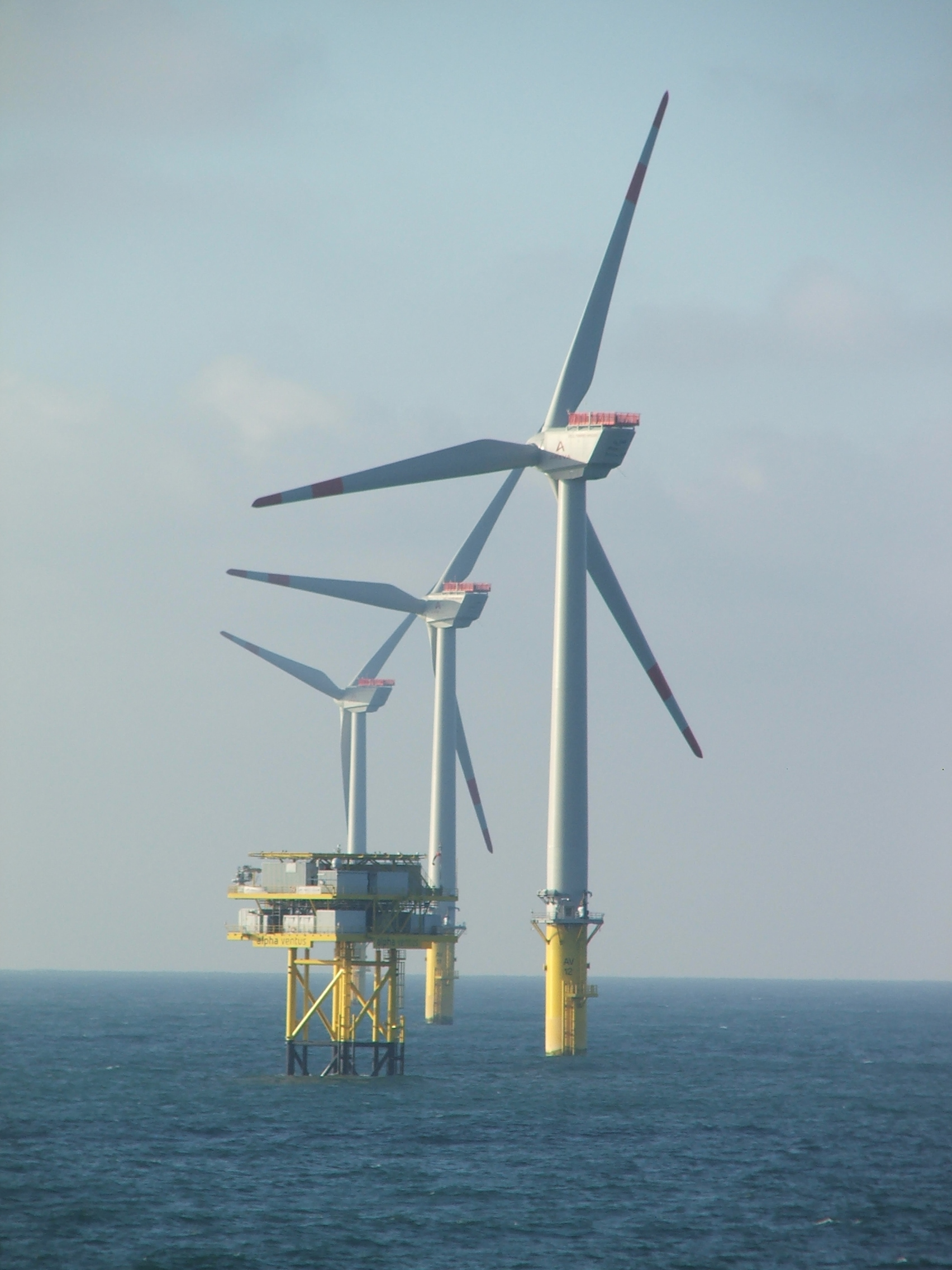
توربین‌های بادی و پست برق در دریای شمال

نیروگاه بادی دریایی (به انگلیسی: Offshore wind power) به مجموعه‌ای از توربین‌های بادی که در دریا برای تولید برق مستقر شده‌اند گفته می‌شود. سرعت باد در دریا شدیدتر از ساحل یا خشکی است از این رو برق را با توان بیشتری می‌توان تولید کرد. این در حالی است که ساخت چنین نیروگاه‌هایی گران است. با این وجود تا پایان سال ۲۰۱۴ میلادی ۳٬۲۳۰ توربین در ۸۴ مزرعه بادی دریایی در ۱۱ کشور اروپایی با ظرفیت توان ۱۱٬۰۲۷ مگاوات نصب و به شبکه متصل شده‌اند.

## مزایا و معایب نیروگاه‌های باد فراساحلی
گاهی باد مورد نیاز در فراساحل به دست می‌آید که عمق آب عامل تعیین‌کننده هزینه‌ها است. عموماً تا ۴۰ کیلومتری ساحل می‌توان تأسیسات را برپا کرد. برآورد شده که توان باد فراساحلی حداقل ۲ برابر توان بادی روی خشکی هستند. تکنولوژی استحصال انرژی باد فراساحل کاملاً مهیا است ولی هزینه کار در فراساحل و انتقال انرژی به ساحل عموماً تولید برق را غیر اقتصادی می‌کند.

### مزایای استفاده از باد فراساحل
- منابع بسیار گسترده
- ریسک پائین
- صدمه کمتر به زیستگاه‌های دریایی
- قابلیت پیش‌بینی نسبتاً دقیق باد جهت برنامه‌ریزی برای تزریق برق به شبکه
- عدم مزاحمت برای عموم مردم از نظر سر و صدا و نازیبایی محیطی
- قابلیت تبدیل انرژی به هیدروژن و انتقال راحت‌تر آن به ساحل

### معایب استفاده از باد فرا ساحل

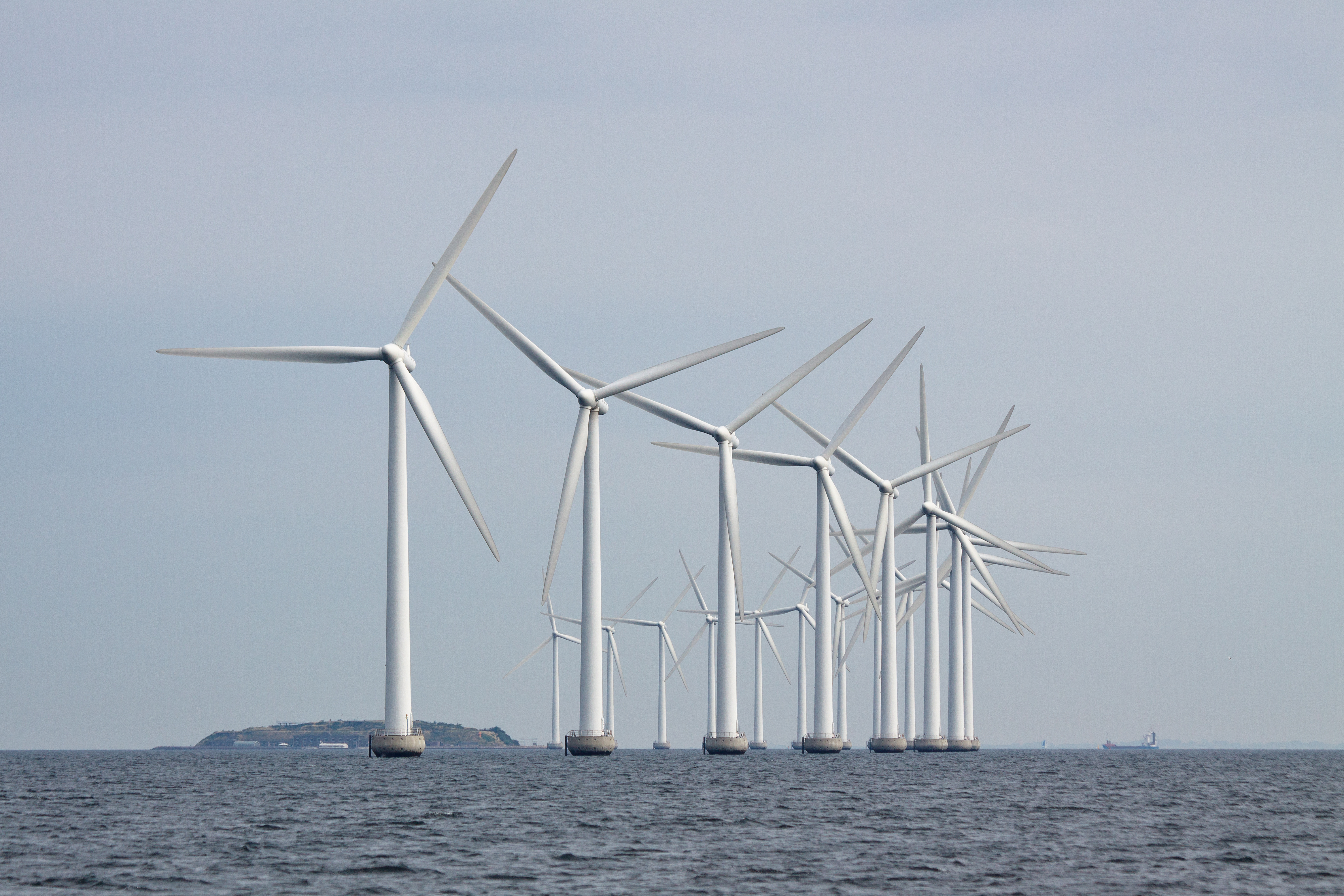
تجهیزات تولید انرژی بادی در دریا

- ایجاد محدودیت دید، محدودیت مانور شناور و …
- هزینه اولیه بسیار زیاد
- برگشت سرمایه‌گذاری طولانی
- ناوبری و صیادی مشکل‌تر
- وضعیت آب و هوایی سخت در فراساحل
- هزینه تعمیر و نگهداری بالا
- نصب توربین‌های بزرگتر برای اقتصادی شدن
- هزینه‌های زیاد انتقال برق